# آحاز
آحاز (بالإنجليزية : Achaz؛ بالعبرية אחז) شخصية من شخصيات التناخ كان بحسبه ملكا لمملكة يهوذا ( 733 - 718 قبل الميلاد). وكان يحاول تنحية الدين اليهودي عن شؤون إدارة الدولة، وعمل على التودد من كهنة الهيكل لضمان كسبهم إلى جانبه، إلا أنه انكشف، واتهمه النبي أشعياء بالنفاق وأنّبه على ذلك.
وحدثت مناوشات بين مملكة يهوذا حين حكمه ومملكتي دمشق وإسرائيل واستنجد بالملك الآشوري تلغتفلسّر لمحاربتهم.